# Pont de Françola
El Pont de Françola és una obra de Santa Maria de Miralles (Anoia) inclosa a l'Inventari del Patrimoni Arquitectònic de Catalunya.

## Descripció
Pont de Françola, d'un arc, de pedra i maons, pla molt ample, permet el pas de camions. Sobre la riera de Miralles, riera de Carme, afluent del riu Andia, afluent per la dreta del Llobregat.
Pont de Françola (Miralles), tocant a la gran finca de Françola, creua per sobre la riera de Miralles. És un pont robust, de ferma estructura.